# Quiet Exit
Quiet Exit is het debuutalbum van de Noorse zangeres en liedjesschrijfster Elvira Nikolaisen uit 2006. Het album bevat 12 nummers gecomponeerd en geschreven door Nikolaisen zelf. Van het album werden alleen al 50.000 exemplaren verkocht in Noorwegen, wat het uiteindelijk tot op 13 na bestverkochte album maakte van dat jaar.

## Productie
Het album werd geproduceerd door Knut Schreiner, beter bekend als Euroboy, frontgitarist van Turbonegro en als gitarist/zanger van Euroboys. Het arrangement van het album Quiet Exit werd omringd met Trond Mjøen (gitarist bij Euroboys) Tom Rudi Torjussen (op drums), Ole Kristian Wetten (op bass) en Elvira's oudere broer Emil Nikolaisen (als achtergrondzanger), die bekend is van de band Serena Maneesh.
Het album werd opgenomen in de Athletic Sound Studio in Halden en werd voltooid in september 2005.

## Nummers
1. Love I Can't Defend, 3:30
2. Quiet Exit, 3:08
3. Habit, 4:02
4. Egypt Song, 3:17
5. Not My Place, 4:29
6. Sweet, Sweet, 5:29
7. Carpenter, 3:02
8. My Way Back In, 3:38
9. Scarecrow, 4:14
10. Troops, 4:46
11. Disheartening, 5:04
12. Everything Reminds Me Of You, 3:54